# Fenton (Kumbria)
Fenton – wieś w Anglii, w Kumbrii, w dystrykcie (unitary authority) Cumberland. Leży 11 km na wschód od miasta Carlisle i 416 km na północny zachód od Londynu.